# KSC De Schroevers Moorsel
KSC De Schroevers Moorsel is een Belgische voetbalclub uit Moorsel en heeft groen en wit als kleuren. De club speelt op een terrein aan het Exterken.

## Geschiedenis
Sportclub De Schroevers werd een eerste maal in 1925 gesticht en in 1933 hernieuwd. De club was oorspronkelijk in de Vlaamsche Voetbal Bond actief.
In augustus 1944 maakte de club de overgang naar de KBVB en kreeg stamnummer 4129.  
De Schroevers Moorsel speelt sindsdien in de Oost-Vlaamse provinciale reeksen. 
In 1946 werd de club kampioen in Derde Gewestelijke reeks C en promoveerde naar Tweede Gewestelijke. Twee seizoenen later degradeerde men weer. 
Bij de hervorming van de reeksen in 1952 mocht De Schroevers in Tweede Provinciale aantreden. 
In 1958 zakte de club naar Derde Provinciale, begin jaren zeventig kwam de club voor het eerst in de Vierde Provinciale terecht. Dit viel samen met de aansluiting bij de KBVB van VK Wilskracht Moorsel, een concurrent uit het eigen dorp. 
De concurrent overvleugelde De Schroevers en groen-wit beleefde lange jaren met zwakke sportieve prestaties. Herhaaldelijk eindigde men op de allerlaatste plaats in Vierde Provinciale, terwijl de dorpsgenoot naar Tweede Provinciale klom.
In 1999 kon men voor één seizoen terugkeren naar Derde Provinciale, maar daarna zou men tot 2010 moeten wachten op een terugkeer naar het derde provinciale niveau. De Schroevers werd kampioen van zijn reeks en slaagde erin tot 2014 in Derde Provinciale te blijven. De jaren nadien ging het bergaf met De Schroevers. Na een mislukt jaar in 3de provinciale, degradatie en de coronacrisis bestond de 2de oudste club uit Aalst bijna niet meer. Het seizoen 2020/2021 zou het einde betekend hebben. Door een nieuw bestuur met namen als Jo Uyttersprot, Freddy Van Kut, Gert Peelman en enkele andere bestuursleden is de lokale club terug springlevend. Seizoen 2021/2022 werd een nieuw bestuur en een nieuwe kern samengesteld met spelers uit de streek. Wilskracht Moorsel was intussen in 2003 verdwenen.